# أشبور شمانغو
أشبور شِمانغو أو قوقش شِمانغو (الاسم العلمي: Milvago chimango)، نوع من الطيور الجارحة يتبع فصيلة الصقرية.
يوجد في الأرجنتين وأوروغواي وتشيلي وباراغواي وجنوب البرازيل. عُثر على الشِمانغو أيضًا في أقصى الجنوب مثل تييرا ديل فويغو وهو يطوف إلى جزر مالفيناس المعروفة أيضًا باسم جزر فوكلاند.